# Aixecament camperol de 1932 (El Salvador)
L'aixecament camperol de 1932 al Salvador va ser una barreja entre protesta i insurrecció dels camperols que va acabar en etnocidi per l'exèrcit salvadorenc.

## Conseqüències
Després de sufocar la revolta, el govern d'Hernández Martínez va començar la repressió als opositors, i es va utilitzar el padró electoral per acovardir o ajusticiar als que havien declarat ser oponents al govern.